# Timur Selçuk
Timur Selçuk est un pianiste, orchestrateur, chef d'orchestre et compositeur turc.

## Biographie
Timur Selçuk est né le 2 juillet 1945 à Istanbul. Son père est le compositeur de musique classique turc Münir Nurettin Selçuk et sa mère est l'actrice de théâtre Şehime Erton.
Il est diplômé du lycée Galatasaray en 1963. Parallèlement, il a également fréquenté le département de piano du Conservatoire municipal d'Istanbul (aujourd'hui Conservatoire universitaire d'État d'Istanbul). Plus tard, en 1964, il se rend à Paris et entre à l'Ecole Normale de Musique de Paris. Il est diplômé du département de composition et de direction d'orchestre,.
En 1965, il commence à composer les œuvres de poètes tels que Ümit Yaşar et Faruk Nafiz Çamlıbel. Il enregistre son premier disque en 1967. Après que ce disque ait attiré l'attention, il a donné une série de concerts, chantant des chansons qu'il avait composées à partir de poèmes d'Orhan Veli, Nazim Hikmet et Attila Ilhan, accompagné de son piano. Après son retour en Turquie en 1974, il commence à se concentrer sur la musique de chambre, le théâtre et la musique de film. Il fonde l'Orchestre de Chambre d'Istanbul en 1977.
Ses premières œuvres incluent "Ayrılanlar İçin (Pour ceux qui sont partis)", "Sen Nerdesin? (Où es-tu)", "Beyaz Güvercin (La colombe blanche)" et "İspanyol Meyhanesi (La taverne espagnole)". En 1977, il commence à former des étudiants dans son propre centre d'éducation musicale appelé "Centre de Musique Contemporaine".
Il a travaillé au Théâtre d'Art d'Ankara pendant 10 ans. Dans ses chansons, il choisit un style conforme aux règles de l’art lyrique. Il a pris soin d'inclure des techniques d'écriture modernes en appliquant une orchestration intégrée aux éléments rythmiques, mélodiques et harmoniques tant dans ses œuvres orchestrales et ses arrangements que dans sa musique de scène et de film avec ou sans paroles. Il a choisi de créer une atmosphère musicale à la fois dramatique et lyrique. Il considérait sa connaissance de la musique traditionnelle turque comme une ressource riche à laquelle il se référait fréquemment.
Il a composé la musique de fond de films inoubliables tels que "Sarıpınar 1914", "Üç İstanbul (Trois Istanbuls)", "Cahide" et "Hakkari'de Bir Mevsim (Une saison à Hakkari)".
Le groupe "Pan" a représenté la Turquie au Concours Eurovision de la chanson organisé en mai 1989 avec la chanson "Bana Bana (Pour moi Pour moi)". L'orchestre était dirigé par Timur Selçuk. En 1998, il reçoit le titre d'Artiste d'État du Ministère de la Culture. En 2024, ses articles sur la musique, qu'il a écrits dans le magazine Adam Sanat, ont été rassemblés dans le livre "Timur Selçuk - Je t'ai regardé d'en haut pendant une journée, chère Turquie ",.
Timur Selçuk est décédé à Istanbul le 6 novembre 2020. Ses funérailles ont eu lieu au cimetière de Zincirlikuyu.

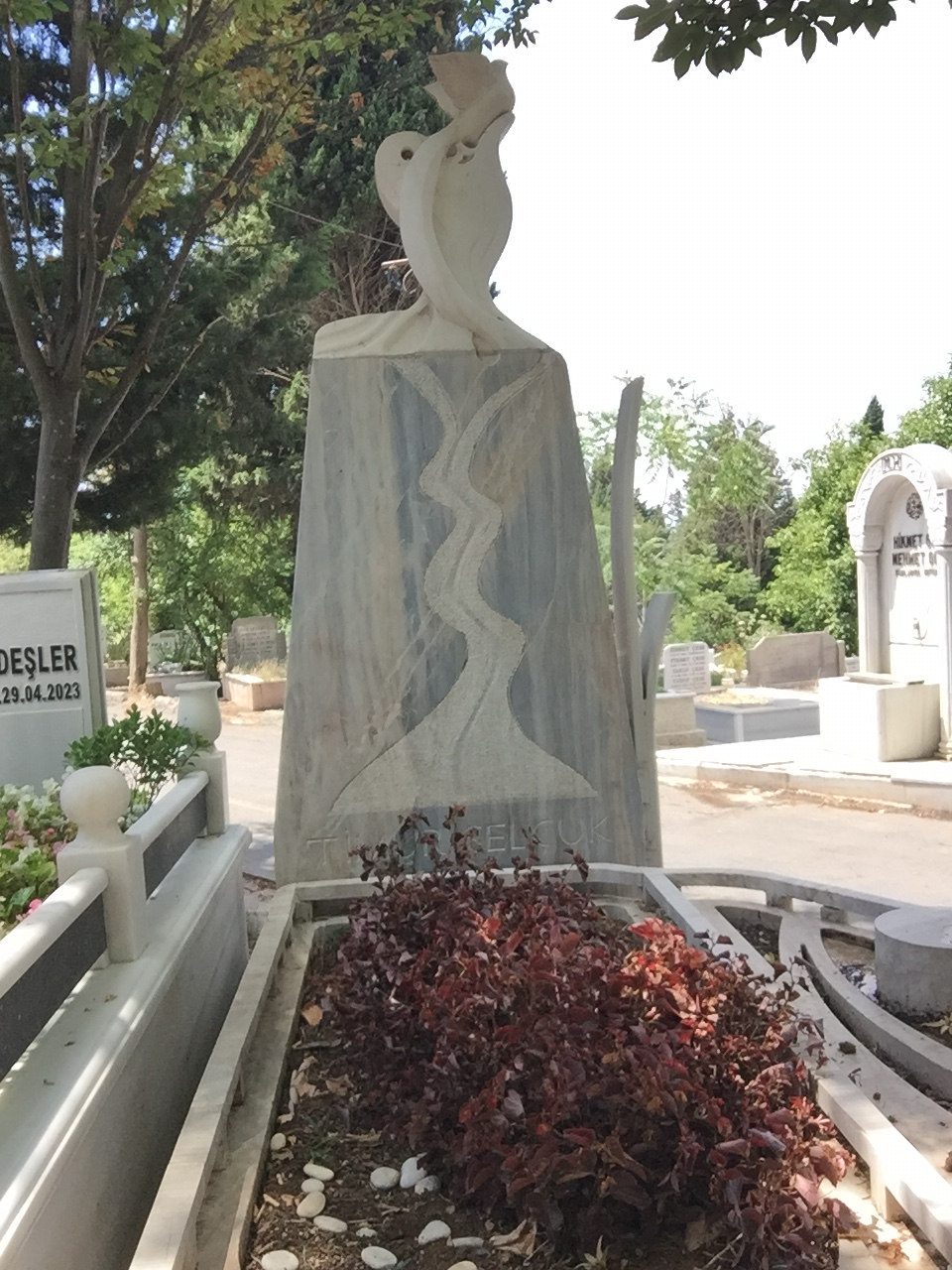
Sa tombe au cimetière de Zincirlikuyu

## Discographie

### Albums (LP/MC/CD)
- 1974 : Timur Selçuk ve Orkestrası (Timur Selçuk et son orchestre)
- 1974 : İspanyol Meyhanesi (Taverne espagnole)
- 1977 : Timur Selçuk
- 1979 : Tak Tik (Knock Knock)
- 1979 : İstanbul Oda Orkestrası Eşliğinde (Accompagné par l’Orchestre de Chambre d’Istanbul)
- 1982 : Dünden Bugüne (D'hier à aujourd'hui)
- 1986 : Timur Selçuk-3
- 1991 : Bir Uzay Masalı - Pop Opera (Un conte spatial - Opéra pop)
- 1992 : 25. Yıl (25. Année)
- 2000 : Seçkiler (Sélections)
- 2004 : Abdulhamit Düşerken (Pendant que Abdulhamid tombait)
- 2004 : Babamın Şarkıları (Les Chants de mon père)
- 2005 : Bedrettin

### 45s
- 1964 : Ayrılanlar İçin (Ceux qui sont partis)
- 1969 : İnme - Çoban Çeşmesi (Paralysie - La Fontaine du berger)
- 1970 : Derbeder Ömrüm - Köylü Kızı (Ma vie minable - La paysanne)
- 1970 : Böyledir Akşamları İstanbul'un - Rıhtımda (Voilà à quoi ressemblent les soirées d'Istanbul - Sur le quai)
- 1971 : Viens regarder le soleil
- 1972 : Bugün Yarın Daima - Kadın Kadın (Aujourd'hui Demain Pour toujours - Femme Femme)
- 1972 : Yaşayamam Sensiz - Sevmek Delilik (Je ne peux pas vivre sans toi - Aimer est une folie)
- 1972 : İspanyol Meyhanesi - Beyaz Güvercin (Taverne espagnole – Colombe blanche)
- 1972 : Duyar mısın? - Kara Sevda (Tu l'entends ? - L'amour noir)
- 1972 : Sıla Güneşi - Ben Gamlı Hazan Sen İse Taze Bahar (Soleil de Sila - Je suis le triste Hazan et tu es la fraîche source)
- 1973 : Kırık Kalpler (Cœurs brisés)
- 1973 : Panayır Günü - Yaralı Ceylan (Journée de foire-Gazelle blessée)
- 1974 : Sen Nerdesin ? (Où es-tu ?)
- 1974 : Hürriyete Doğru - Karantinalı Despina (Vers la liberté - Despina en quarantaine)
- 1975 : Pireli Şarkı - Memet (La chanson du Pirée-Memet)
- 1978 : Dönek Türküsü - Özgürlük (Le chant du renégat – La liberté)

## Filmographie
- 1982-1983 : Hakkari'de Bir Mevsim (Une saison à Hakkari)
- 1987-1988 : Vatanyolu (Route de la patrie)
- 1992-1993 : Mavi Sürgün (Exil bleu)
- 1992-1993 : Kurtuluş (Libération)

## Récompenses
- 1976 : Sanat Sevenler Derneği - En İyi Sahne Müziği - Nereye Payidar (Association des amateurs d'art - Meilleure musique de scène - Nereye Payidar)
- 1979 : Sanat Sevenler Derneği - En İyi Sahne Müziği - Tak-Tik (Association des amateurs d'art - Meilleure musique de scène - Tak-Tik)
- 1994 : 8. Altın Koza Film Festivali - En İyi Müzik - Mavi Sürgün (8e Festival du film Golden Boll – Meilleure musique – Blue Exile)
- 1998 : Devlet Sanatçısı (Artiste d'État)
- 2003 : 40. Altın Portakal Film Festivali - En İyi Müzik - Abdülhamid Düşerken (40e Festival du film Golden Orange-Meilleure musique-Quand Abdulhamid tombe)
- 2017 : Muhsin Ertuğrul Tiyatro Emek Ödülü (Prix Muhsin Ertuğrul du travail théâtral)